# Переобулась
«Переобу́лась» — второй студийный альбом российской певицы Мари Краймбрери, выпущенный 30 марта 2018 года на лейбле Velvet Music.

## История
Альбом — одна из первых работ Марины с лейблом Velvet Music. Как утверждает сама Мари Краймбрери, альбом создавался в любви и свободе. Свободе внутри и снаружи. После подписания контракта с лейблом стала более расслабленной и перестала бояться.

## Критика
Алексей Мажаев, рецензент интернет-издания InterMedia, отметил, что лучшей песней пластинки оказалась «На тату»: «В ней совпали и жизненная история, и приятный голос, и эмоциональность, и красивая запоминающаяся мелодия припева. Более опытный артист, возможно, построил бы весь альбом вокруг этой песни, заодно сократив его хронометраж на треть».

## Список композиций
| №                   | Название                | Длительность |
| ------------------- | ----------------------- | ------------ |
| 1.                  | «От диктофона до радио» | 2:08         |
| 2.                  | «Не в адеквате»         | 3:07         |
| 3.                  | «Бой»                   | 3:38         |
| 4.                  | «А мы могли быть»       | 3:17         |
| 5.                  | «Я хотела твою фамилию» | 3:22         |
| 6.                  | «Том и Джерри»          | 3:31         |
| 7.                  | «Палево»                | 3:44         |
| 8.                  | «Это, сука, взрыв»      | 2:59         |
| 9.                  | «На тату»               | 3:49         |
| 10.                 | «Красная луна»          | 3:30         |
| 11.                 | «Она тебе не идёт»      | 3:13         |
| 12.                 | «Туси сам»              | 3:34         |
| 13.                 | «Баю Bye»               | 2:50         |
| 14.                 | «Переобулась»           | 3:18         |
| Общая длительность: | Общая длительность:     | 46:00        |

## На тату
Сингл «На тату» вышел 28 февраля 2018 года на лейбле Velvet Music. Релиз видеоклипа на трек состоялся 12 апреля 2018 года на официальном YouTube-канале лейбла Velvet Music. Режиссёром клипа выступил Serghey Grey. Видео в большинстве своём снято в чёрно-белых тонах, но в каждом кадре появляется единственный цветной объект. 28 ноября 2017 года Мари Краймбрери исполнила «На тату» вживую на её сольном концерте в клубе Москва Hall.

## Версии и ремиксы

### Не в адеквате
| №                   | Название                                  | Длительность |
| ------------------- | ----------------------------------------- | ------------ |
| 1.                  | «Не в адеквате (KD Division Remix)»       | 4:40         |
| 2.                  | «Не в адеквате (KD Division Radio Remix)» | 3:41         |
| Общая длительность: | Общая длительность:                       | 8:21         |

### На тату
| №                   | Название                            | Длительность |
| ------------------- | ----------------------------------- | ------------ |
| 1.                  | «На тату (KD Division Version)»     | 3:27         |
| 2.                  | «На тату (M.Hustler Dance Version)» | 3:31         |
| 3.                  | «На тату (SASHA YOUTH Remix)»       | 3:30         |
| Общая длительность: | Общая длительность:                 | 10:28        |

### Туси сам
| №  | Название                         | Длительность |
| -- | -------------------------------- | ------------ |
| 1. | «Туси сам (KD Division Version)» | 4:22         |

## Чарты
| Название                | Высшая позиция в чартах  | Высшая позиция в чартах | Высшая позиция в чартах | Примечания                         |
| Название                | Top Radio & YouTube Hits | Top Radio Hits          | Top YouTube Hits        | Примечания                         |
| ----------------------- | ------------------------ | ----------------------- | ----------------------- | ---------------------------------- |
| «Не в адеквате»         | 240                      | 193                     | нет данных              | цифровой сингл, вып. 19 июн. 2017  |
| «Я хотела твою фамилию» | нет данных               | нет данных              | нет данных              | цифровой сингл, вып. 30 мар. 2018  |
| «Палево»                | 768                      | нет данных              | 410                     | цифровой сингл, вып. 30 мар. 2018  |
| «Это, сука, взрыв»      | нет данных               | нет данных              | нет данных              | цифровой сингл, вып. 28 февр. 2018 |
| «На тату»               | 68                       | 46                      | нет данных              | цифровой сингл, вып. 28 февр. 2018 |
| «Она тебе не идёт»      | 297                      | 633                     | 178                     | цифровой сингл, вып. 13 окт. 2017  |